# Barry Diller
Pour les articles homonymes, voir Diller.
Barry Diller ou Barry Charles Diller, né le 2 février 1942 à San Francisco, est le président et doyen de IAC/InterActiveCorp ainsi que le responsable de média pour la création de Fox Broadcasting Company et USA Broadcasting (en).

## Biographie

### Ses débuts
Barry Diller est le fils de Reva Addison et de Michael Diller ; il est né dans une famille juive. Il commence sa carrière, grâce à une recommandation familiale au service courrier de William Morris Agency après avoir abandonné l'UCLA au bout d'un semestre. Elton Rule, qui est à l'époque le responsable de l'ABC de la côte ouest, emploie Barry Diller comme assistant. Mais cette embauche se fait alors que Elton Rule est promu président de la chaîne en 1964, il embauche alors Barry Diller à New York, lequel se retrouve bientôt responsable des négociations des droits de distribution des films. Il est promu vice-président du développement en 1965. Alors qu'il est en place comme vice-président, Diller crée l'ABC Movie of the Week, c'est une première dans le concept du téléfilm (film fait pour la télévision), par le biais d'une série de films de 90 minutes produits exclusivement pour la télévision. Diller est crédité de l'invention du téléfilm.

### Chez Paramount
À 32 ans, en 1974, il est nommé président du directoire de Paramount Pictures . En 1976, il engage alors une connaissance rencontrée chez ABC, Michael Eisner. Diller reste dix ans en tant que Président et CEO de la Paramount Pictures de 1974 à 1984. Sous sa direction, le studio produit de grands succès de la télévision comme Laverne and Shirley (1976), Taxi (1978), Cheers (1982) ainsi que des films comme La Fièvre du samedi soir (1977), Grease (1978), Les Aventuriers de l'arche perdue (1981) et ses suites Indiana Jones et le Temple maudit (1984), Tendres Passions (1983) ou encore Le Flic de Beverly Hills (1984). En 1973, le studio récoltait 100 millions d'USD et en 1984 la somme atteint le milliard de dollars. Mais depuis février 1983, le fondateur de Gulf+Western Charles Bluhdorn est décédé et a laissé sa place à Marvin H. Davis qui réorganise le studio et met en place une forte gestion bureaucratique. Diller est nommé responsable de la division loisirs et communications mais Eisner n'est plus en mesure de discuter avec les hauts responsables. En juillet 1984, malgré des tensions, le duo est présenté comme les vedettes derrière les grands succès de Paramount avec depuis avril des articles ou des couvertures de Newsweek, Business Week ou le magazine New York. Le contrat de Diller chez Paramount doit prendre fin en septembre 1984 et Marvin Davis lui propose de prendre les prendre les rênes de la Fox.

### Chez Fox
D'octobre 1984 en avril 1992, il devient président et CEO chez Fox Inc., société qui englobe Fox Broadcasting Company et 20th Century Fox, où il donne le feu vert pour Les Simpsons.

### USA Broadcasting
En 1997, Diller acquiert les actifs de la Silver King Broadcasting, le groupe de chaînes de télévision over-the-air alors en possession de la société Home Shopping Network elle-même appartenant à Bud Paxson. En même temps que Diller fait cette acquisition, il achète les droits de USA Network à la famille Bronfman. Grâce au télé-achat de plus en plus célèbre, Diller chercha à réutiliser les chaînes indépendantes, les chaînes gérées localement comme faisant partie du complexe USA Broadcasting dont le produit-phare est à l'époque WAMI-TV à Miami.
Le but de ce réseau était de posséder ce produit-phare WAMI, de produire du sport et de l'information et même temps de tester l'intérêt général de la programmation pour d'autres chaînes, intérêt de programmation qui serait produit par les autres stations locales du groupe. En raison des coûts élevés engagés dans la production et l'acquisition de talents destinés à des zones autres que les lieux habituels de New York et Los Angeles, ajouté à cela les faibles côtes significatives reçues à Miami Beach, les spectacles restants sont envoyés à Los Angeles afin de regagner l'attention du public, malheureusement sans succès. Diller vend finalement à Univision ses actifs dans le secteur de la télévision après avoir rejeté une offre venant de Walt Disney Company. USA Network et son capital sont ensuite vendus à Vivendi.

### Les années 2000

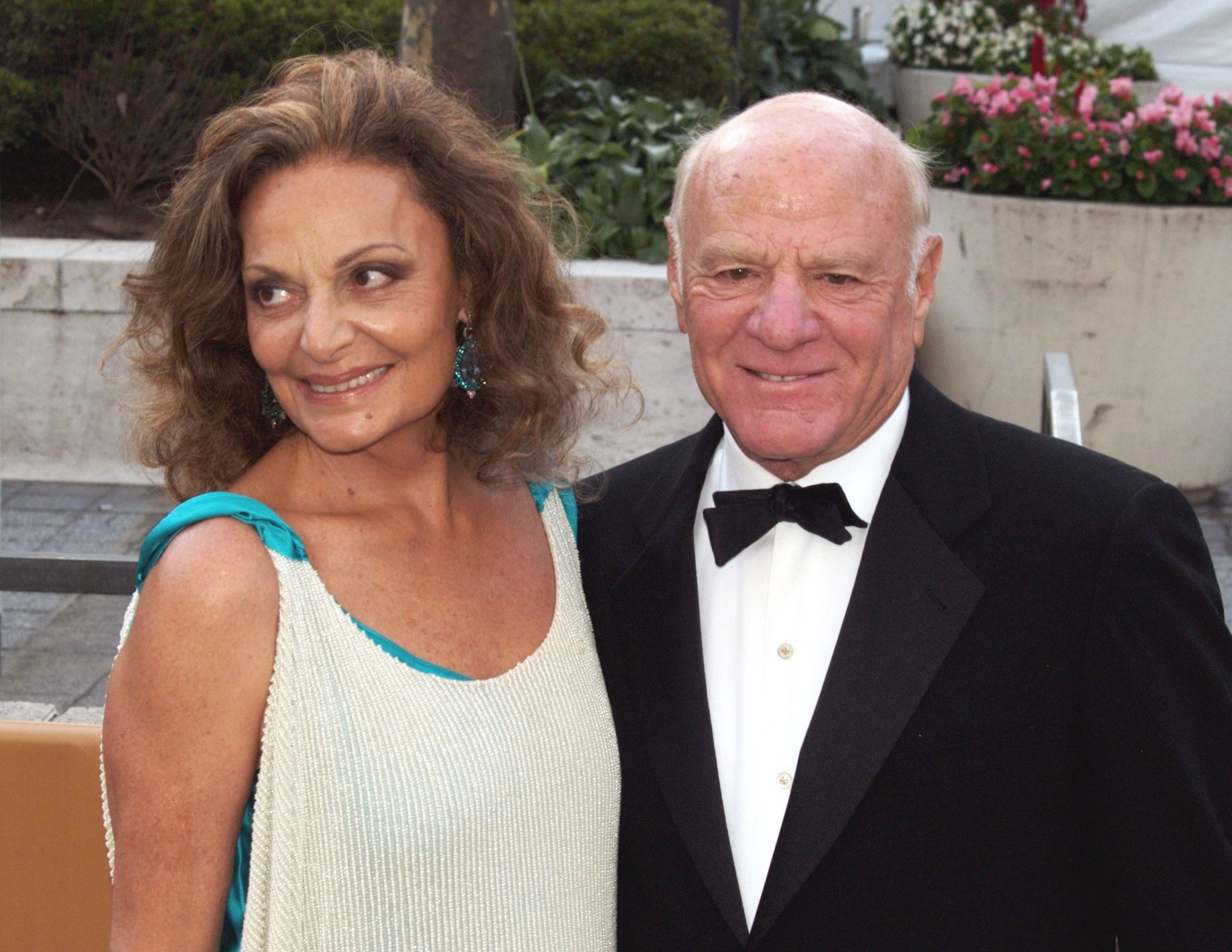
Diller avec sa femme Diane von Fürstenberg à une première de Metropolitan Opera en 2009.

Diller est le président d'Expedia (comprenant TripAdvisor, Hotels.com, Venere et Hotwire) ainsi que de IAC/InterActiveCorp, un conglomérat commercial interactif et société-mère de plusieurs sociétés comprenant ServiceMagic, Match.com, Citysearch et Connected Ventures, maison-mère de Vimeo et CollegeHumor. En 2005, IAC/InterActiveCorp achète Ask.com et marque ainsi un choix stratégique dans la catégorie de recherche d'internet.
Le 2 décembre 2010, il prend place dans le poste de CEO chez IAC/InterActiveCorp, qui est un poste moins important.
Diller fait partie de la société Coca-Cola depuis 2002. Les nouveaux quartiers généraux d'IAC sont dessinés par Frank Gehry et ouvrent en 2007 dans la 18e rue et le West Side Highway, voie rapide ouest, dans le quartier de Chelsea à Manhattan. La partie ouest du pâté de maisons est entièrement consacrée à ce bâtiment qui possède plusieurs étages de plus que l'immeuble massif Chelsea Piers, complexe sportif, de l'autre côté de la voie rapide. Cette hauteur permet de garantir un panoramique sur l'Hudson depuis le bureau de Diller au sixième étage.
Barry Diller était le cadre le mieux payé de l'année 2005 d'après un rapport du New York Times avec un total de 295 million de dollars.

### «The Killer Dillers»

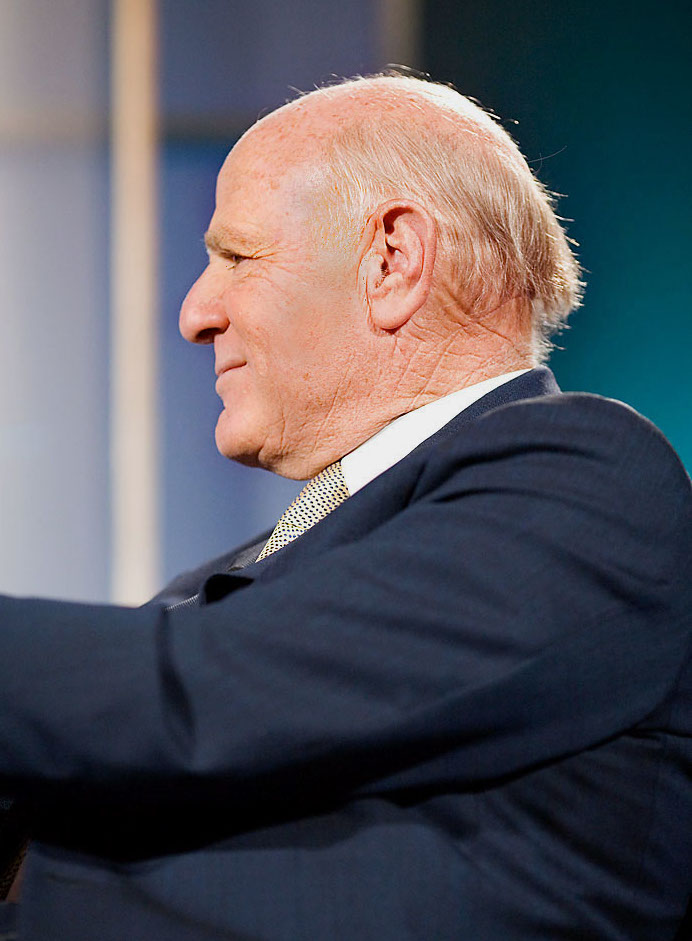
Barry Diller at the Web 2.0 Conference 2005.

Diller est responsable du surnom que lui ont donné les médias. Les personnes qu'il a encadrées sont devenues cadres dans l'ère des médias par leurs propres moyens, comme Michael Eisner qui devint président et CEO chez Walt Disney Company, Dawn Steel, futur chef de Columbia Pictures et première femme à tourner un film en studio, Jeffrey Katzenberg, chef de PDI/DreamWorks Animation et principal de DreamWorks SKG, ancien chef de Walt Disney Studios, Garth Ancier, président de BBC America, et Don Simpson, président de production sous la direction de Diller et Eisner.
Diller a travaillé avec Stephen Chao chez Fox Television, qu'il emploie par la suite comme président de la programmation et du marketing chez USA Network. Julius Genachowski, président de Federal Communications Commission, a servi Diller au poste de conseiller général pendant leur fonction chez USA Broadcasting, et aussi comme chef des opérations financières chez IAC/InterActiveCorp.

### Vie personnelle
En 2001, il épouse la styliste Diane von Fürstenberg, née Diane Halfin, descendante d'une famille juive de Bessarabie et femme d'affaires talentueuse, habituée des chroniques mondaines et People de la presse magazine internationale.